# Varius Manx
Varius Manx — польская музыкальная рок-группа, основанная в 1990 году в городе Лодзь, лидером и композитором которой является Роберт Янсон. Название группы расшифровывается как «Дивный кот без хвоста, проживающий на острове Манкс в Тихом Океане» (из интервью Моники Кушиньскей 2006 года).

## История группы
Первый альбом, The Beginning (Начало), состоящий целиком из инструментальной музыки, вышел в 1990 году и добился значительного успеха. Следующий за ним альбом — The New Shape (Новая фигура) — включал вокальные композиции Янсона, Роберта Амирана и приглашенной гостьи Эдиты Бартошевич.

### Анита Липницка
Прорыв произошёл в 1994 году с изданием альбома Emu, который ознаменовал кардинальные изменения в музыке группы. Теперь в составе коллектива появился главный вокалист, Анита Липницка и песни, в основном, стали исполняться на польском.
Данная формула была особенно успешной для группы, что повлияло и на издание альбома Elf (1995). И Elf и Emu были изданы тиражами более полумиллиона копий. Группа получает польскую национальную премию — Fryderyk в 1995 как лучшая музыкальная группа.
Группа пишет саундтрек к фильму Молодые волки, включающий часть песен с альбома Elf. В 1994 году Varius Manx побеждает на Международном фестивале песни в Сопоте.

### Кася Станкевич
В 1996 году группа появляется на телешоу «Шанс на успех» (пол. Szansa na sukces), караоке-шоу, где участники должны петь песни приглашенной группы. По результатам данной телеигры победила 19-летняя Кася Станкевич. Вскоре, когда Липницка покинула группу, чтобы заняться своей сольной карьерой, оставшиеся участники приняли решение приняться в группу Касю на место вокалистки.
В результате был записан альбом Ego, также имевший большой успех и записана наиболее известная песня группы — Тень Орла (пол. Orła cień), исполнявшаяся в польском фильме Киллер (пол. Kiler). Как и предшествующие альбомы, в Ego присутствовала значительная доля англоязычных песен.

## Дискография
В традициях группы давать трёхбуквенные названия своим студийным альбомам (после двух первых), начинающиеся с буквы Е.
- The Beginning (1990)
- The New Shape (1993)
- Emu (1994) с Анитой Липницкой
- Elf (1995) с Анитой Липницкой
- Ego (1996) с Касей Станкевич
- End (1997) с Касей Станкевич
- Najlepsze z dobrych (2000) с Касей Станкевич
- Eta (2001) с Моникой Кушиньской
- Eno (2002) с Моникой Кушиньской
- Emi (2004) с Моникой Кушиньской
- Varius Manx Symfonicznie. Tyle siły mam (2006) с Моникой Кушиньской
- Eli (2011)
- Ent (2018)

### Синглы
- Dream Time Song — 1993
- Blind Fate — 1993
- Zanim zrozumiesz — 1994
- Tokyo — 1994
- Piosenka księżycowa — 1994
- Mój przyjaciel — 1994
- Zabij mnie (Dlaczego ja) — 1995
- Pocałuj noc (Do ciebie) — 1995
- Oszukam czas — 1995
- Zamigotał świat — 1995
- Wstyd — 1996
- Orła cień — 1996
- Ten sen — 1996
- Mówią mi — 1996
- Ruchome piaski — 1996
- Dom, gdzieś blisko mnie — 1997
- Kiedy mnie malujesz — 1997
- Najmniejsze państwo świata — 1997
- Pilnujcie marzeń — 1997
- Teraz i tu — 2000
- Wolni w niewoli — 2000
- Maj — 2001
- Jestem twoją Afryką — 2001
- Jestem Tobą — 2001
- Moje Eldorado — 2002
- Jest w nim — 2002
- Sonny — 2003
- Kilka sekund — 2003
- Znów być kochaną 2003
- Pamiętaj mnie — 2004
- Stay in my heart (ft. Red) 2004
- Carry 2004
- Bezimienna — 2005
- Tyle siły mam — 2006